# Tirreno-Adriatico 2000
La Tirreno-Adriatico 2000, trentacinquesima edizione della corsa, si svolse dall'8 al 15  marzo 2000 su un percorso di 1242,5 km, su un percorso suddiviso su 8 tappe. La vittoria fu appannaggio dello spagnolo Abraham Olano, che completò il percorso in 33h17'36", precedendo il ceco Jan Hruška e il connazionale Juan Carlos Domínguez.
I ciclisti che partirono da Sorrento furono 176, mentre coloro che tagliarono il traguardo di San Benedetto del Tronto furono 133.

## Tappe
| Tappa  | Data     | Percorso                                            | km     | Vincitore di tappa | Leader cl. generale |
| ------ | -------- | --------------------------------------------------- | ------ | ------------------ | ------------------- |
| 1ª     | 8 marzo  | Sorrento > Sorrento                                 | 131    | Óscar Freire       | Óscar Freire        |
| 2ª     | 9 marzo  | Sorrento > Aversa                                   | 189    | Ján Svorada        | Romāns Vainšteins   |
| 3ª     | 10 marzo | Aversa > Santuario di Castelpetroso                 | 160    | Laurent Jalabert   | Laurent Jalabert    |
| 4ª     | 11 marzo | Isernia > Luco dei Marsi                            | 207    | Erik Zabel         | Laurent Jalabert    |
| 5ª     | 12 marzo | Ascoli Piceno > Ascoli Piceno (cron. individuale)   | 26,5   | Abraham Olano      | Abraham Olano       |
| 6ª     | 13 marzo | Montegranaro > Monte San Giusto                     | 149    | Óscar Freire       | Abraham Olano       |
| 7ª     | 14 marzo | Teramo > Torricella Sicura                          | 214    | Michael Boogerd    | Abraham Olano       |
| 8ª     | 15 marzo | San Benedetto del Tronto > San Benedetto del Tronto | 166    | Romāns Vainšteins  | Abraham Olano       |
| Totale | Totale   | Totale                                              | 1242,5 |                    |                     |

## Dettagli delle tappe

### 1ª tappa
- 8 marzo: Sorrento > Sorrento – 131 km

Risultati
| Pos. | Corridore     | Squadra          | Tempo    |
| ---- | ------------- | ---------------- | -------- |
| 1    | Óscar Freire  | Mapei-Quick Step | 3h36'34" |
| 2    | Erik Zabel    | Deutsche Telekom | s.t.     |
| 3    | Andreas Klier | Farm Frites      | s.t.     |

| Pos. | Corridore    | Squadra          | Tempo |
| ---- | ------------ | ---------------- | ----- |
| 1    | Óscar Freire | Mapei-Quick Step |       |

### 2ª tappa
- 9 marzo: Sorrento > Aversa – 189 km

Risultati
| Pos. | Corridore         | Squadra                 | Tempo    |
| ---- | ----------------- | ----------------------- | -------- |
| 1    | Ján Svorada       | Lampre-Daikin           | 5h17'14" |
| 2    | Romāns Vainšteins | Vini Caldirola-Sidermec | s.t.     |
| 3    | Markus Zberg      | Rabobank                | s.t.     |

| Pos. | Corridore         | Squadra                 | Tempo |
| ---- | ----------------- | ----------------------- | ----- |
| 1    | Romāns Vainšteins | Vini Caldirola-Sidermec |       |

### 3ª tappa
- 10 marzo: Aversa > Santuario di Castelpetroso – 160 km

Risultati
| Pos. | Corridore        | Squadra         | Tempo    |
| ---- | ---------------- | --------------- | -------- |
| 1    | Laurent Jalabert | O.N.C.E.        | 4h22'09" |
| 2    | Davide Rebellin  | Liquigas-Pata   | s.t.     |
| 3    | Jens Voigt       | Crédit Agricole | s.t.     |

| Pos. | Corridore        | Squadra  | Tempo |
| ---- | ---------------- | -------- | ----- |
| 1    | Laurent Jalabert | O.N.C.E. |       |

### 4ª tappa
- 11 marzo: Isernia > Luco dei Marsi – 207 km

Risultati
| Pos. | Corridore       | Squadra          | Tempo    |
| ---- | --------------- | ---------------- | -------- |
| 1    | Erik Zabel      | Deutsche Telekom | 5h38'45" |
| 2    | Mario Cipollini | Saeco            | s.t.     |
| 3    | Ján Svorada     | Lampre-Daikin    | a 1"     |

| Pos. | Corridore        | Squadra  | Tempo |
| ---- | ---------------- | -------- | ----- |
| 1    | Laurent Jalabert | O.N.C.E. |       |

### 5ª tappa
- 12 marzo: Ascoli Piceno (cron. individuale) – 26,5 km

Risultati
| Pos. | Corridore             | Squadra       | Tempo  |
| ---- | --------------------- | ------------- | ------ |
| 1    | Abraham Olano         | Fassa Bortolo | 31'36" |
| 2    | Jan Hruška            | Vitalicio     | a 9"   |
| 3    | Juan Carlos Domínguez | Vitalicio     | a 28"  |

| Pos. | Corridore     | Squadra       | Tempo |
| ---- | ------------- | ------------- | ----- |
| 1    | Abraham Olano | Fassa Bortolo |       |

### 6ª tappa
- 13 marzo: Montegranaro > Monte San Giusto – 149 km

Risultati
| Pos. | Corridore         | Squadra                 | Tempo    |
| ---- | ----------------- | ----------------------- | -------- |
| 1    | Óscar Freire      | Mapei-Quick Step        | 3h41'53" |
| 2    | Peter Van Petegem | Farm Frites             | s.t.     |
| 3    | Romāns Vainšteins | Vini Caldirola-Sidermec | s.t.     |

| Pos. | Corridore     | Squadra       | Tempo |
| ---- | ------------- | ------------- | ----- |
| 1    | Abraham Olano | Fassa Bortolo |       |

### 7ª tappa
- 14 marzo: Teramo > Torricella Sicura – 214 km

Risultati
| Pos. | Corridore        | Squadra         | Tempo    |
| ---- | ---------------- | --------------- | -------- |
| 1    | Michael Boogerd  | Rabobank        | 5h33'45" |
| 2    | Marco Serpellini | Lampre-Daikin   | a 18"    |
| 3    | Jens Voigt       | Crédit Agricole | a 20"    |

| Pos. | Corridore     | Squadra       | Tempo |
| ---- | ------------- | ------------- | ----- |
| 1    | Abraham Olano | Fassa Bortolo |       |

### 8ª tappa
- 15 marzo: Circuito San Benedetto del Tronto – 166 km

Risultati
| Pos. | Corridore         | Squadra                 | Tempo    |
| ---- | ----------------- | ----------------------- | -------- |
| 1    | Romāns Vainšteins | Vini Caldirola-Sidermec | 4h34'52" |
| 2    | Mario Cipollini   | Saeco                   | s.t.     |
| 3    | Lars Michaelsen   | FDJ                     | s.t.     |

| Pos. | Corridore             | Squadra   | Tempo     |
| ---- | --------------------- | --------- | --------- |
| 1    | Abraham Olano         | O.N.C.E.  | 33h17'36" |
| 2    | Jan Hruška            | Vitalicio | a 10"     |
| 3    | Juan Carlos Domínguez | Vitalicio | a 18"     |

## Classifiche finali

### Classifica generale - Maglia azzurra
| Pos. | Corridore             | Squadra                          | Tempo     |
| ---- | --------------------- | -------------------------------- | --------- |
| 1    | Abraham Olano         | O.N.C.E.                         | 33h17'36" |
| 2    | Jan Hruška            | Vitalicio Seguros-Grupo Generali | a 10"     |
| 3    | Juan Carlos Domínguez | Vitalicio Seguros-Grupo Generali | a 18"     |
| 4    | Laurent Jalabert      | O.N.C.E.                         | a 38"     |
| 5    | Marco Serpellini      | Lampre-Daikin                    | a 46"     |
| 6    | Jens Voigt            | Crédit Agricole                  | a 52"     |
| 7    | Marc Wauters          | Rabobank                         | a 55"     |
| 8    | David Plaza           | Festina-Lotus                    | a 1'02"   |
| 9    | Gabriele Colombo      | Cantina Tollo-Regain             | a 1'04"   |
| 10   | Romāns Vainšteins     | Vini Caldirola-Sidermec          | a 1'23"   |